# 鳥井崎与助
鳥井崎 与助（とりいざき よすけ、1791年〈寛政3年〉 - 1830年〈文政13年〉）は、柏戸部屋及び伊勢ノ海部屋に所属した力士。
本名は高橋 伝吉。身長・体重とも不明。陸奥国津軽郡（現在の青森県五所川原市）藻川出身。正確には津軽鉄道線毘沙門駅付近に当たる。
最高位は西前頭6枚目。

## 人物
同郷の伊勢ノ海利助（後の柏戸利助。大関。5代伊勢ノ海）の誘いを受け、1812年11月場所で初土俵（東二段目5枚目だったため、十枚目付出扱いだった）を踏んだ。十両時代は5割にやや満たない勝率で推移したが、1817年1月場所では8戦全勝の優勝相当成績を残した。初土俵・新十両から12年後の1824年10月場所で漸く新入幕を果たした。その場所2勝3敗4休1預の成績を挙げたが、この2勝が生涯で挙げた幕内での勝ち星となってしまった。翌1825年1月場所で十両に逆戻りし、1827年11月場所で再入幕・1828年3月場所で十両に再出戻り・1829年2月場所で再々入幕と晩年は、幕内と十両の往復に終始した。先述の通り、この間幕内では1勝も挙げることが出来なかった。1830年3月場所では番付に載ったのみで、その頃に現役死したと考えられている。数え40（満38～39歳）没。尚、1829年2月場所までは弘前藩の抱えだった。また、師匠の柏戸も鳥井崎の死後、10月27日（1830年12月3日）に48歳で死去している。
幕内通算 4場所 2勝10敗1預1無19休の成績を残した。優勝相当成績1回（十両時代の1817年1月場所）。
改名歴は2回：鳥井崎　与助 → 鳥井崎　與助 → 鳥井崎　与助。
香蝶楼豊国（歌川国貞）によって描かれた、黒岩森之助と共に並んだ浮世絵が現存している。